# Cyberduck
Cyberduck es una aplicación cliente de código abierto de FTP y SFTP, WebDAV, Rackspace Cloud, Google Docs, y Amazon S3 para los sistemas operativos Mac OS X y, desde la versión 4, Windows, editado con licencia GPL. Cyberduck está escrito en lenguaje Java y usa la interfaz de usuario Cocoa. Soporta FTP/TLS (FTP seguro sobre SSL/TLS), usando AUTH TLS así como sincronización de directorio. El usuario interactúa con el GUI de la aplicación COcoa, incluyendo la transferencia de fichero mediante arrastrar y soltar y las notificaciones Growl. Además puede abrir algunos archivos con editores de texto externos.
Cyberduck incluye un gestor de favoritos y soporta los programas de Mac OS X Keychain y Bonjour networking. Soporta muchos idiomas, incluyendo inglés, checo, francés, finés, alemán, japonés, coreano, noruego, portugués, eslovaco, español, chino (tradicional y simplificado), ruso, sueco, húngaro, danés, polaco, indonesio, catalán, galés, tailandés, turco y hebreo.